# Протоісторія
Протоісторія (англ. Protohistory, нім. Frühgeschichte) — термін, поширений в зарубіжній історичній літературі. Він означає перехідний період між доісторичної епохою та епохою письмової історії, коли певна культура або цивілізація ще не створила своєї писемності, проте вже потрапила в поле уваги інших культур, що мають писемність, і таким чином виявляється засвідченою в письмових документах.
Класичними прикладами протоісторичних цивілізацій є ацтеки, чибча, інки, міссісіпська культура, та індіанці пуе́бло в Америці, ранні слов'яни в античних і візантійських документах, Троя, різні античні народи, що згадуються в давньогрецьких і давньоримських джерелах, і т. д. Як «умовно протоісторичні» можна розглядати цивілізації, що мали власну писемність, яка, однак, не може бути прочитана при нинішньому рівні знань: етруски, мінойці і т. д., Китай періоду династії Шан. З іншого боку, якщо народи чи культури, які згадуються в джерелах, хронологічно відстали досить далеко від часу, в якому їх вперше описали, і уявлення про них сильно міфологізовані, то їх швидше можна вважати доісторичними, ніж протоісторичними.
У німецькій історичній науці, на додаток до терміна протоісторія використовується також термін рання історія. Він охоплює період від виникнення перших держав в Месопотамії і Єгипті до початку V століття до н. е., коли з'являються перші справжні історичні праці «батька історії» Геродота.

## Регіональна рання історія
У регіонах археологічних та історичних досліджень в різний час використовується культура писемності. Саме тому ранню історію можна визначити тільки в регіональному масштабі. Події на Далекому Сході, в Північній Америці, в Африці та Австралії розглядаються у власних дисциплінах. Близький Схід, Середній Схід, Північна Африка і Середземномор'я — це навпаки ті області, для яких ранньо-історичній фазі, як правило, можуть визначати і звертаються.

### Рання історія Європи

#### Південна Європа
У Південній Європі рання історія починається з мінойської культури і встановлення арханії близько 2000 року до н. е., на стадії «Mittelminoisch I.». На Криті близько 1450 року до н. е. вона була замінена мікенською культурою, що виникла на материковій Греції приблизно в 1700/1600 році до н. е., в період пізнього періоду. З письменницькими культурами греків і римлян рання історія закінчується на початку архаїки, з якої в Південній Європі починається історичний період. Матеріальною культурою тут займаються предмети класичної археології та провінційної римської археології.

#### Центральна Європа
Перехід від давньої історії до ранньої неможливо точно визначити для Центральної Європи. Як правило, використання римських письмових свідоцтв про германців і кельтів за межами Римської імперії (в основному це твори Цезаря і Тацита) вважається початком ранньої історії. Області Центральної Європи, в яких переважають римляни, відносяться до області провінційної римської археології, і тут рання історія використовується як спеціальна археологічна дисципліна тільки з кінця давнини. Тому іноді римський імператорський період у варварстві оцінюється не як ранній, а як окремий проміжок часу між минулим і справжньою ранньою історією. Дослідження та дискусії вже давно є, зокрема, проблемою культурної та політичної наступності або переривності в переході від пізньої епохи до ранньої середньовіччя.
В археології Центральної Європи рання історія ділиться на:
- Римський імператорський період (точніше, «Римський імператорський період у варварстві» в розмежуванні з використанням терміна в класичній археології),
- Міжнаціональна міграція,
- Раннє середньовіччя, яке в свою чергу ділиться на династії Меровінгерів і Каролінгерів.

#### Північна Європа
В археології Північної Європи вендельський період 550—800 років н. е. і подальший період вікінгів до 1050 року н. е. також вважаються періодами ранньої історії.

## Хронологія
Як і у випадку передісторії, іноді важко визначити, коли культура може вважатися доісторичною або протоісторичною. Дані значно відрізняються від культури до культури, регіону і навіть від однієї системи обчислення дат до іншої.
У найпростішій формі протоісторія слідує тій же хронології, що і доісторія, і заснована на технологічному прогресі конкретного народу щодо металургії:
- Мідна доба, або Енеоліт,
- Бронзова доба,
- Залізна доба.

## Цивілізації і народи
Найбільш відомими протоісторичними цивілізаціями та етнічними групами є ті, для кого спочатку був придуманий термін, варварські племена, згадані європейськими та азійськими письменниками. Багато хто з цих народів, звичайно, також переживали періоди передісторії та історії:
- Алани
- Балти
- Булгари
- Кельти
- Галли
- Даки
- Ері
- Германці
- Гуни
- Кофуни
- Мадяри
- Мосопелея
- Тімукуа
- Нумідійці
- Парфія
- Сармат
- Скіфи
- Слов'яни
- Саскуеханнок
- Фракійці
- Ранні корейські королівства
- Країна Яматай
- Династія Ярлунг